# プッタパルティ

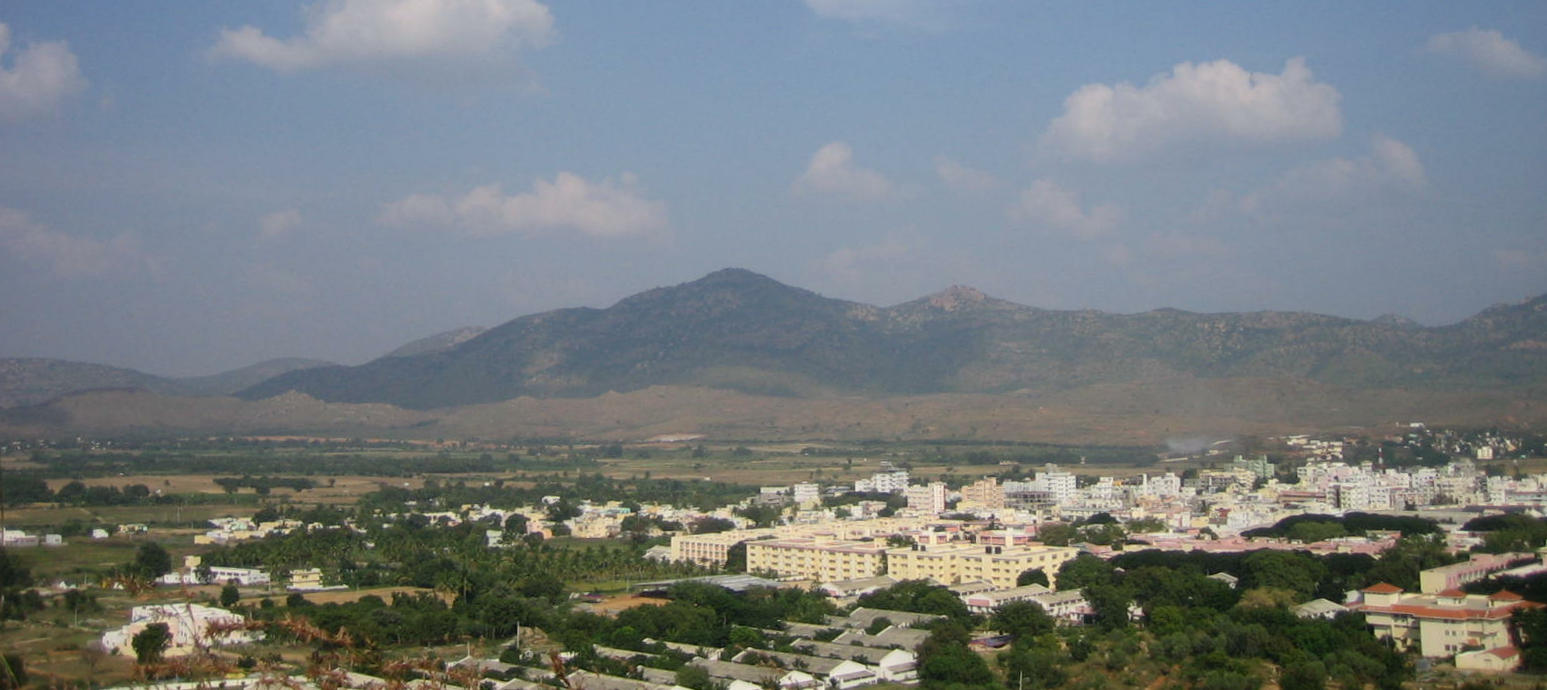
プッタパルティ

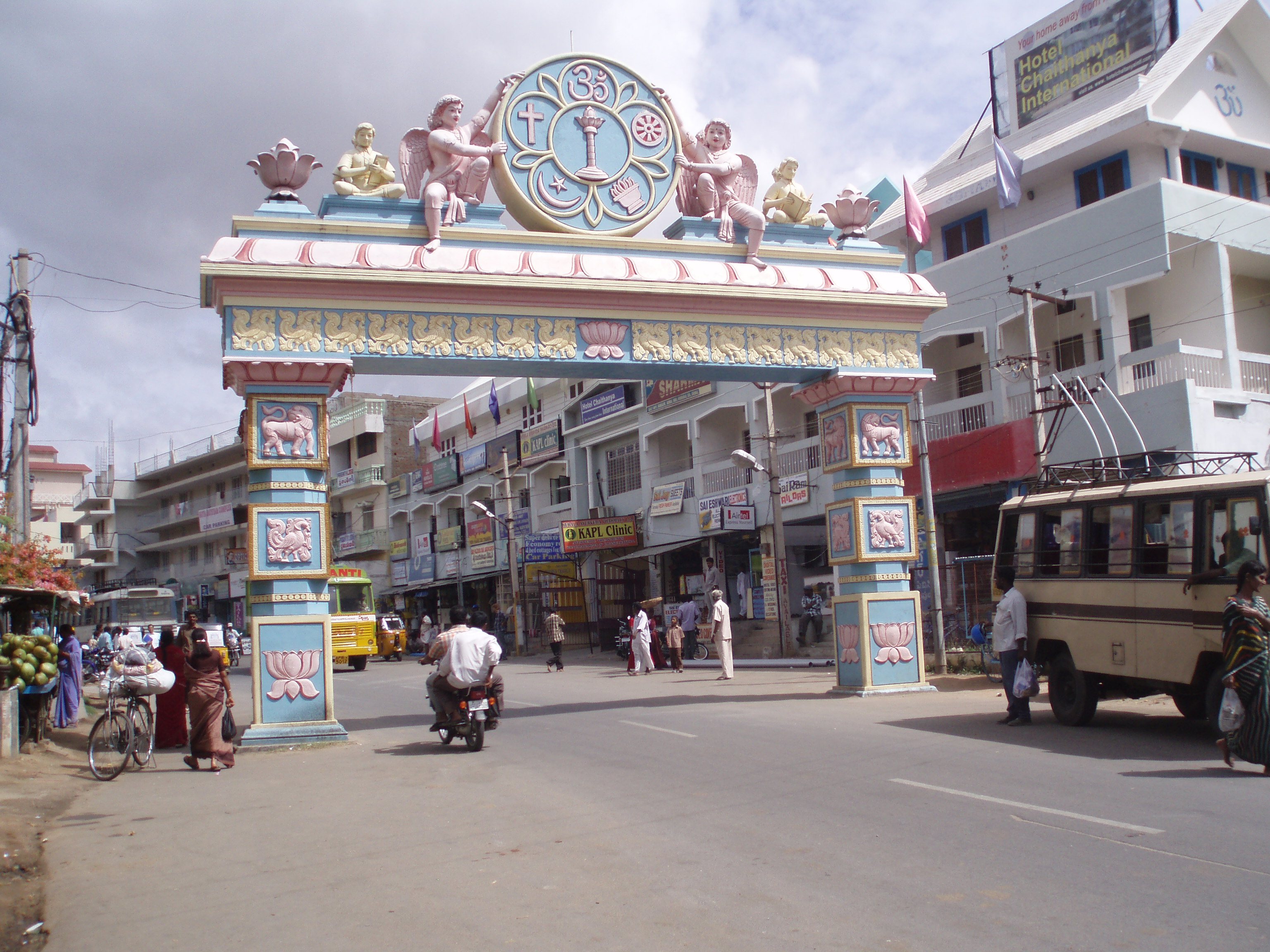
プッタパルティの入り口

プッタパルティ（Puttaparthi）は、南インド、アーンドラ・プラデーシュ州アナンタプラム県に所在する街の名称。インドの著名な霊的指導者、サティヤ・サイ・ババの居住地として知られる。
街の見どころは、「プラシャーンティ・ニラヤム」という通称で親しまれるサティヤ・サイ・ババの主要アシュラム。その設立に伴い、ショップ、レストラン、宿泊施設等が近隣に展開して経済効果が生まれ、プッタパルティは小村から大規模な街へと発展した。

## 交通

### バス
プッタパルティへは、アナンタプラム(84km)、ハイデラバード(472km)、バンガロール(156km) からAPSRTC社（アーンドラ・プラデーシュ州公共バス機関）の他、バンガロールからもKSRTC社の定期バス便が運行されている。

### タクシー
ベンガルール国際空港から所要約3時間。バンガロール市街から国道7号線沿いにアーンドラ・プラデーシュ州とカルナータカ州の州境、コドゥル村まで向かい、プッタパルティー道を右折後、数時間のちにプッタパルティに到着する。

### 鉄道
アシュラムから約8km離れた位置に、2000年11月23日に開通された“Sri Satya Sai Prasanthi Nilayam”駅が所在する。運行数は限定されているが、バンガロール、ハイデラバード、ヴィシャーカパトナム、ブヴァネーシュヴァル、ムンバイ、ニューデリー等の主要都市からの直通便有り。最も隣接する主要駅は、プッタパルティから約45km 離れた“ダルマヴァラム駅”となり、ほぼ全てのインドの主要都市へ鉄道にてアクセスが可能。ダルマヴァラム駅には、プッタパルティからAPSRTC社バス便が運行されている。

### 空路
アシュラムから4km、HAL バンガロール空港から70kmほど離れた位置にサティヤ・サイ・セントラル・トラスト（SSO）が450エーカーの敷地に2230mの滑走路他の設備を持つスリ・サティヤ・サイ空港を所有。インド航空国内便により、ムンバイやチェンナイからハイデラバード、ヴィシャーカパトナムに向かう途中降機地点としてプッタパルティ便が定期運航されていたが、2008年以降就航を休止している。

## 施設
プッタパルティに設立された施設として、慈善病院（総合病院）、アンジャネーヤ（ハヌマーン） スワミー寺院、イスラム教寺院、サティヤバーマ寺院、シュリ サティヤ サイ ヒル ビュー スタジアム、シュリ サティヤ サイプラネタリウム、シュリ サティヤ サイ高等医療機関（特別専門病院）、チャイタニアジョーティ博物館、シュリ サティヤ サイ大学、シュリ サティヤ サイ ミルプリ音楽大学、等の施設がある。
また、2006年11月には、当時のインド大統領、A.P.J.アブドゥル・カラムにより、屋内競技場の落成式が行われた。